# Echipa națională de fotbal a Republicii Kiribati
Echipa națională de fotbal a Republicii Kiribati a reprezentat Kiribati în competițiile fotbalistice organizate Confederația de Fotbal din Oceania. Nu a fost afiliată la FIFA. A jucat numai șapte meciuri, șase dintre ele la Jocurile Pacificului de Sud și un amical. Naționalele Fijiului și a Vanuatului au obținut cele mai mari victorii din istoria lor împotriva Kiribatiului, cu 24-0, respectiv 18-0.

## Jocurile Sud-Pacifice
- 1963 până în 1975 - nu a participat
- 1979 - Prima rundă (1)
- 1983 până în 1995 - nu a participat
- 2003 - Prima rundă
- 2007 - nu a participat

(1) Reprezentată de o echipă de club.